# Ramiro Alonso Padierna de Villapadierna
Ramiro Alonso Padierna de Villapadierna (Almodóvar del Campo, 1859 – Madrid, 1928) fou un polític espanyol, fill de Juan Alonso y González-Viejo i germà de Santiago Alonso Padierna de Villapadierna, diputat a Corts durant la restauració borbònica. De família aristòcrata, fou advocat de l'estat. Membre del Partit Liberal, fou elegit diputat pel districte de Iecla a les eleccions generals espanyoles de 1893. Després fou elegit diputat pel districte de La Bisbal a les eleccions de 1898 i pel de Santa Coloma de Farners a les de 1901 i 1905. El 1902 fou nomenat subsecretari del Ministeri de Gràcia i Justícia, càrrec que ocupà fins a la seva jubilació el 1911.